# Biserica de lemn din Șinca Nouă

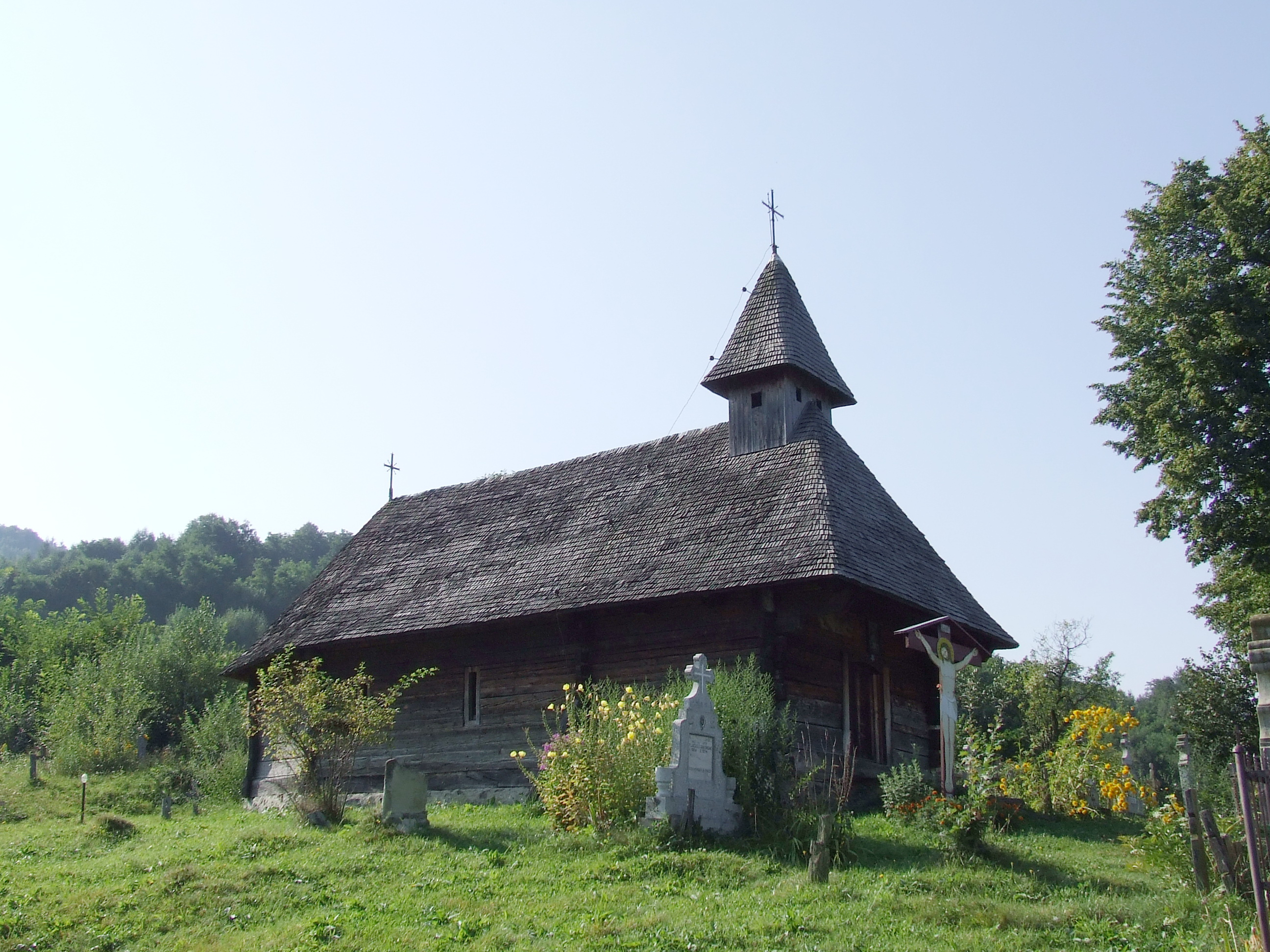
Biserica de lemn din Şinca Nouă, județul Brașov

Biserica de lemn din Șinca Nouă, cunoscută de localnici ca biserica din deal se află la marginea satului Șinca Nouă, din comuna brașoveană Poiana Mărului, pe o colină împădurită. Biserica se află pe noua listă a monumentelor istorice sub codul LMI  BV-II-m-A-11825. 

## Descriere
Biserica a fost construită sub forma unui plan dreptunghiular împărțit în pronaos cu tavan drept și naos cu boltă semicilindrică. Absida decroșată a altarului este poligonală, prezentând forma unghiului în ax. La colțurile absidei grinzile formează console care se continuă cu o ușoară retragere până la nivelul fundației din piatră brută. Biserica are un mic turn clopotniță care se ridică din pronaos.
Pereții bisericii au fost realizați din bârne masive lucrate din bardă, scara clopotniței a fost cioplită dintr-un trunchi uriaș, pristolul a fost realizat dintr-o buturugă groasă fixată bine în pământ.